# Anemia elegans
Anemia elegans är en ormbunkeart som först beskrevs av Gardn., och fick sitt nu gällande namn av Presl. Anemia elegans ingår i släktet Anemia och familjen Anemiaceae. Inga underarter finns listade.